# Vaattojärvi
Vaattojärvi är en sjö i Finland. Den ligger i kommunen Kolari i landskapet Lappland, i den norra delen av landet, 800 km norr om huvudstaden Helsingfors. Vaattojärvi ligger 156,9 meter över havet. Den är 4,47 meter djup. Arean är 2,34 kvadratkilometer och strandlinjen är 10,8 kilometer lång. Sjön  ingår i Torne älvs huvudavrinningsområde. 